# Familie Brasch
Familie Brasch ist ein deutscher Dokumentarfilm von Annekatrin Hendel aus dem Jahr 2018 über die ostdeutsche Funktionärs- und Künstlerfamilie Brasch. Seine Premiere hatte der Film am 29. Juni 2018 beim Filmfest München. Der deutsche Kinostart war am 16. August 2018.

## Inhalt
Horst und Gerda Brasch sind nach 1945 aktiv am „Aufbau des Sozialismus“ in der SBZ und der DDR beteiligt. Horst, ein SED-Parteifunktionär, wird Volkskammerabgeordneter und 1963 stellvertretender Minister für Kultur. Doch in den 1960er Jahren bricht der Generationenkonflikt zwischen Vater Horst und Sohn Thomas auf und der Vater stellt sich gegen den Sohn, der nach Protesten gegen die Niederschlagung des Prager Frühlings ins Gefängnis muss. Doch auch der eigenen politische Karriere versetzt die Verurteilung seines Sohnes einen Schlag. Sohn Thomas wird dennoch ein in der DDR bekannter Schriftsteller. Auch die drei anderen Geschwister Klaus, Peter und Marion arbeiten im Kulturbereich. 1989 stirbt zunächst Vater Horst und schließlich endet spätestens da auch für alle anderen der Traum vom Sozialismus in der DDR. Neben Marion und Lena Brasch, den einzig noch lebenden Familienmitgliedern, äußern sich die Schauspielerinnen Katharina Thalbach und Ursula Andermatt, der Dichter Christoph Hein, die Liedermacherin Bettina Wegner, die Künstler Florian Havemann und Alexander Polzin sowie der Filmproduzent Joachim von Vietinghoff.